# NGC 2397B
NGC 2397B is een onregelmatig sterrenstelsel in het sterrenbeeld Vliegende Vis. Het bevindt zich in de buurt van NGC 2397 en NGC 2397A.

## Synoniemen
- ESO 58-31
- AM 0722-684
- PGC 20813